# Monte Consolino
Der Consolino (italienisch Monte Consolino) ist ein Berg in Süd-Ost-Kalabrien, Teil der Serre Calabresi der bis auf 701 m s.l.m. über dem Vallata dello Stilaro ansteigt.
An seinem Fuß liegt die Gemeinde Stilo, im Tal, das den Consolino vom Monte Stella trennt, liegt die Gemeinde Pazzano, und schließlich befindet sich die Gemeinde Bivongi benachbart am Fiumara Stilaro.

## Geographie

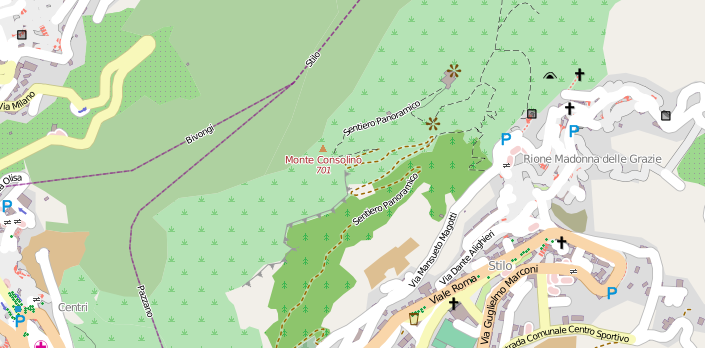
Karte des Monte Consolino

Im Norden und Osten wird der Consolino von dem Fiumara Stilaro begrenzt, nach Norden läuft der Berg in mehreren Terrassen aus, auf deren einer sich die Gemeinde Pazzano befindet. von dort steigt dann wieder der Monte Mammicomito an. Ganz am Fuße des Berges, direkt am Stilaro befindet sich die Ortschaft Bivongi. Nach Südwesten fällt der Berg sanfter ab. Dort ist die Gemeinde Stilo angesiedelt.

## Normannisches Kastell und Byzantinisches Kastrum

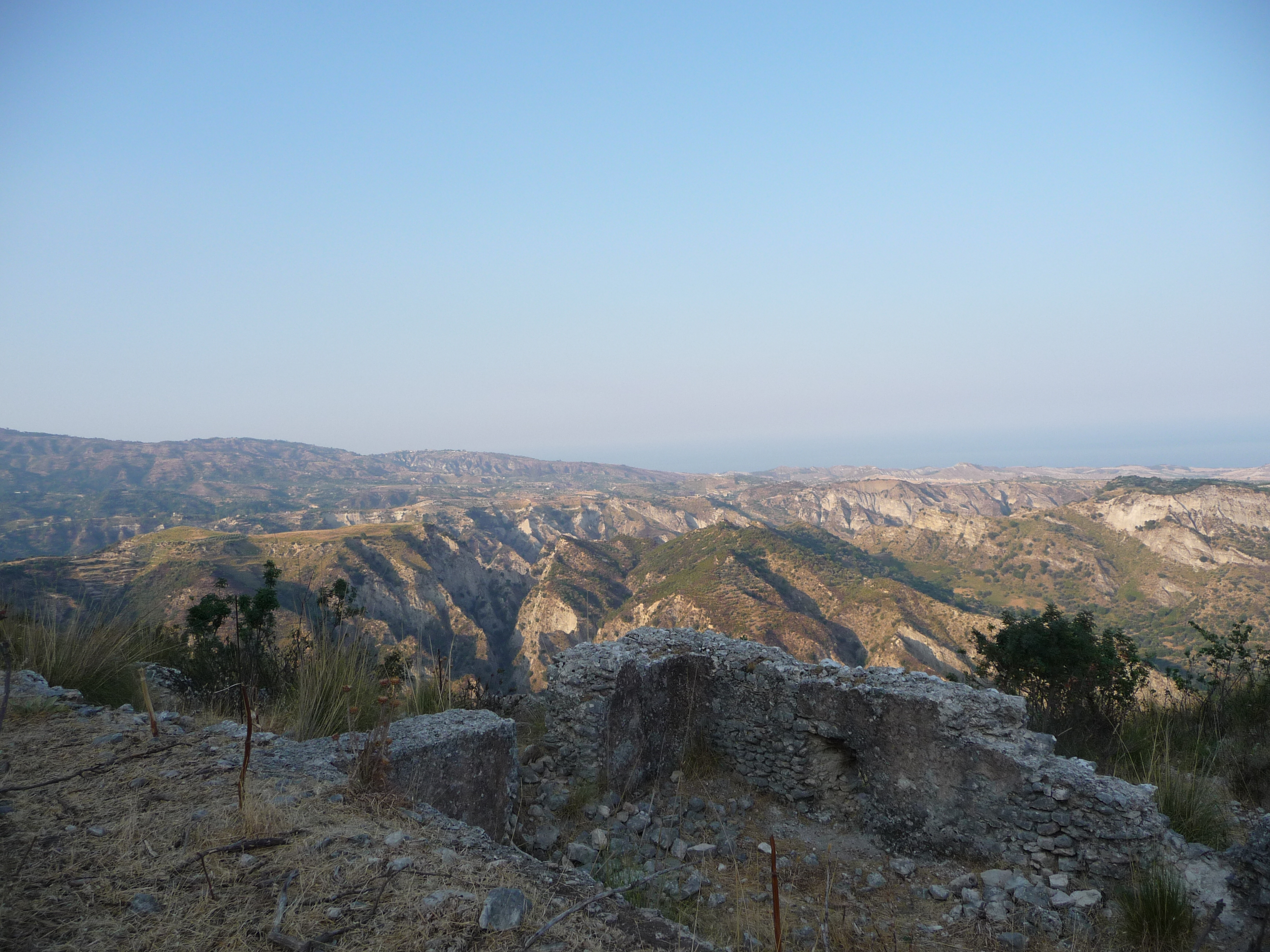
Überreste des Kastrum Bizantino

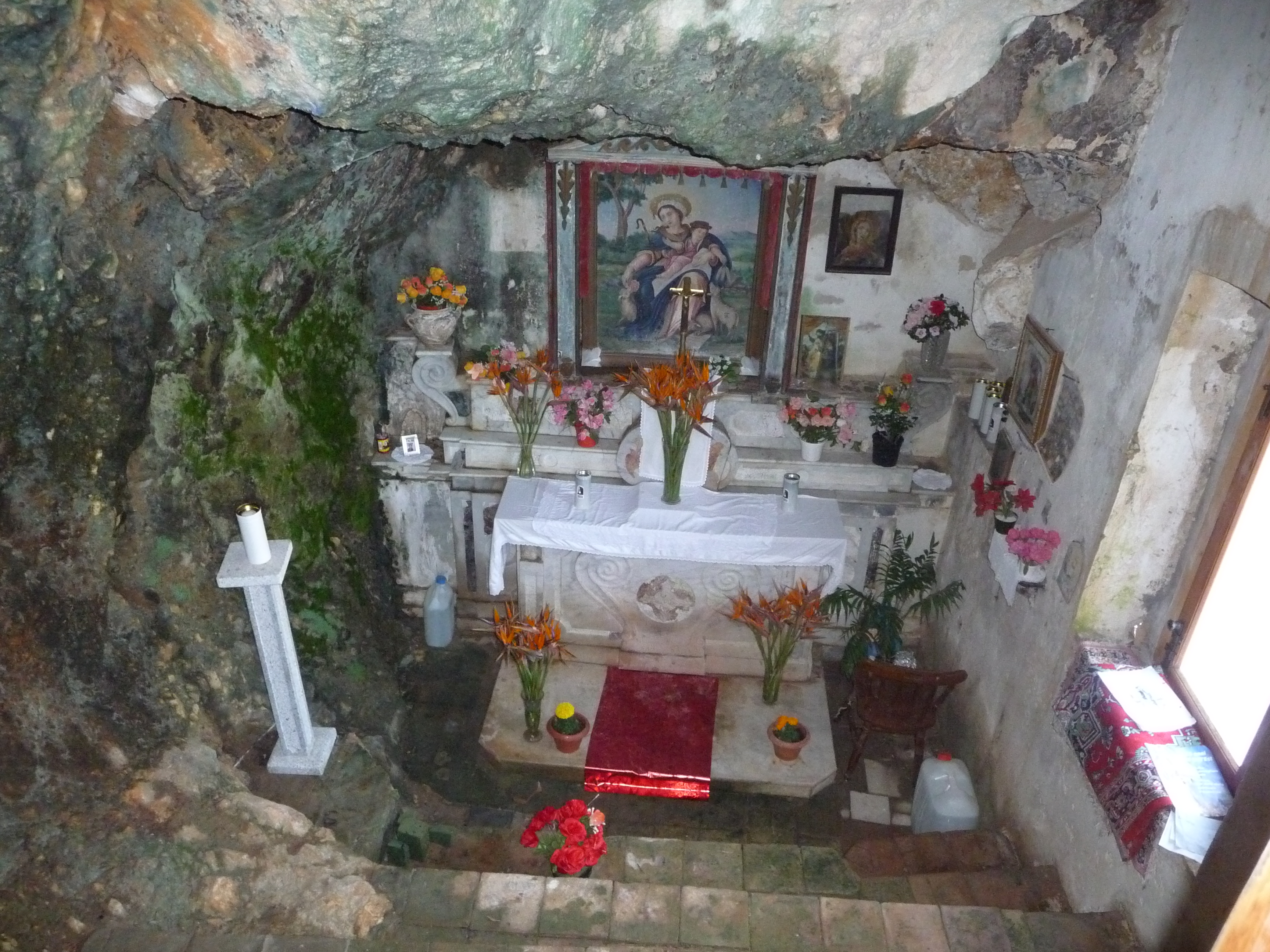
Einsiedelei (Laura) von Divina Pastorella

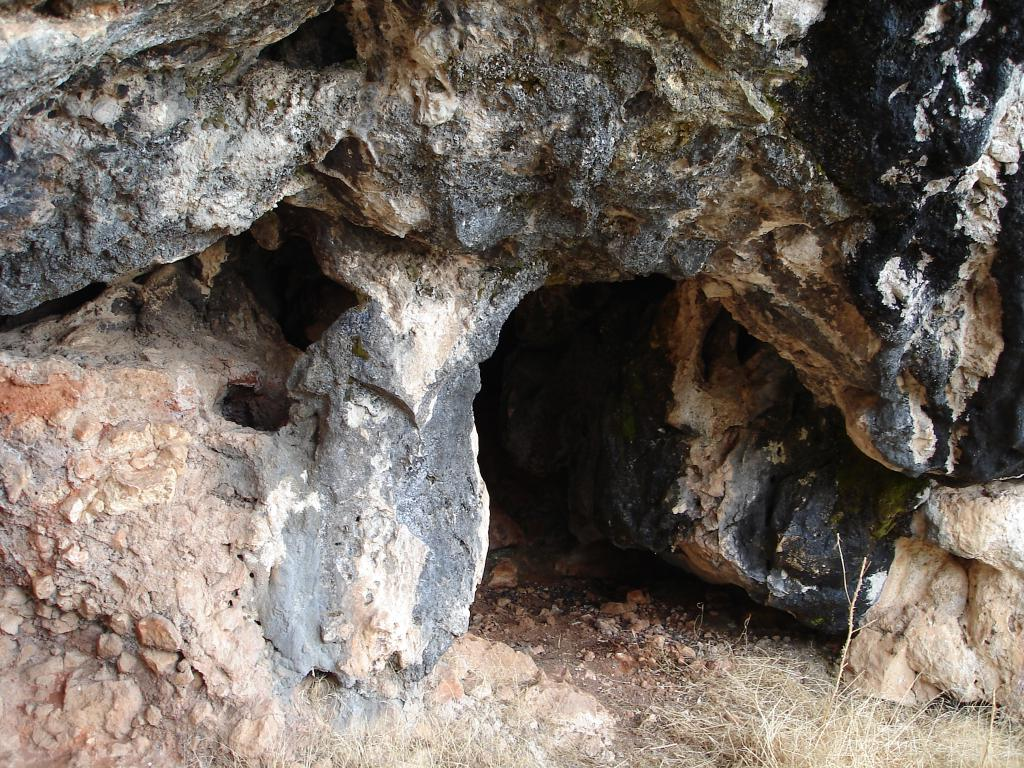
Einsiedlerhöhle, die kürzlich von Griechisch-Orthodoxen Patres aus dem Kloster San Giovanni Theristy in Bivongi wieder geweiht wurde (Foto: Elia Fiorenza).

Auf dem Gipfel des Consolino findet man heute noch die Reste des normannischen Castello di Stilo, das Ruggero II errichten ließ.
Ein wenig niedriger auf einer kleinen ebenen Fläche liegen die Überreste der älteren Burg von Stilo, die immerhin 6 Jahre lang der arabischen Invasion standhielt. Es handelt sich dabei um ein byzantinisches Kastrum auch dem 9. Jahrhundert. Beide Ruinen sind von Stilo aus auf zwei Wanderwegen zu erreichen. 2009 wurden die Ruinen restauriert.

## Lauree monastiche- Einsiedeleien
Auf dem Berg gibt es 16 lauree, von Mönchen bewohnte Grotten aus byzantinischer Zeit. Die bedeutendste davon ist die Grotta di Sant'Angelo. Sie beherbergt ein Fresko, das laut den Angaben von Paolo Orsi den Erlöser mit den Heiligen Cosmas und Damian bzw. Petrus und Paulus eingehüllt in den Segen Christi darstellt.
Die Lawra der seligen Ambrogio e Nicola des Heiligen Giovanni Theristis wurde kürzlich wieder geweiht und die Laura della Divina Pastorella (santa Maria di Tramontana, L. der göttlichen Hirtin/Maria vom Gebirge) die bereits 1115 erwähnt wurde, ist für einige Zeit ein Felsenkirche (chiesa Rupestre).
Eine Lawra im Ortskern, die aus dem Sandstein ausgehöhlt wurde, beherbergt ein Kreuz mit der Inschrift auf Griechisch O Aghios Georgeios.
Die große Laura am Hang oberhalb von Stilo ist ein Grottensystem mit verschiedenen Stützmauern.

## Sport
Von Stilo aus kann man zwei kurze Exkursionen zum normannischen Kastell auf dem Gipfel des Berges unternehmen. Der eine davon ist steiler, aber gut ausgeschildert. Er folgt der alten Via Crucis. Der Zweite steigt zunächst sanfter an, bevor er am Ende querfeldein führt.
Seit 2006 wurde in Zusammenarbeit mit Calabria Rock 2006 verschiedene Kletterrouten erarbeitet. Seither ist der Berg in 6 Sektoren eingeteilt: Grotta, Pilastrino, Gaia, Torre Staccata, Calabria Esaudita und Città del Sole. Die Routen haben Schwierigkeitsgrade zwischen 4a und 7b.

## Galerie

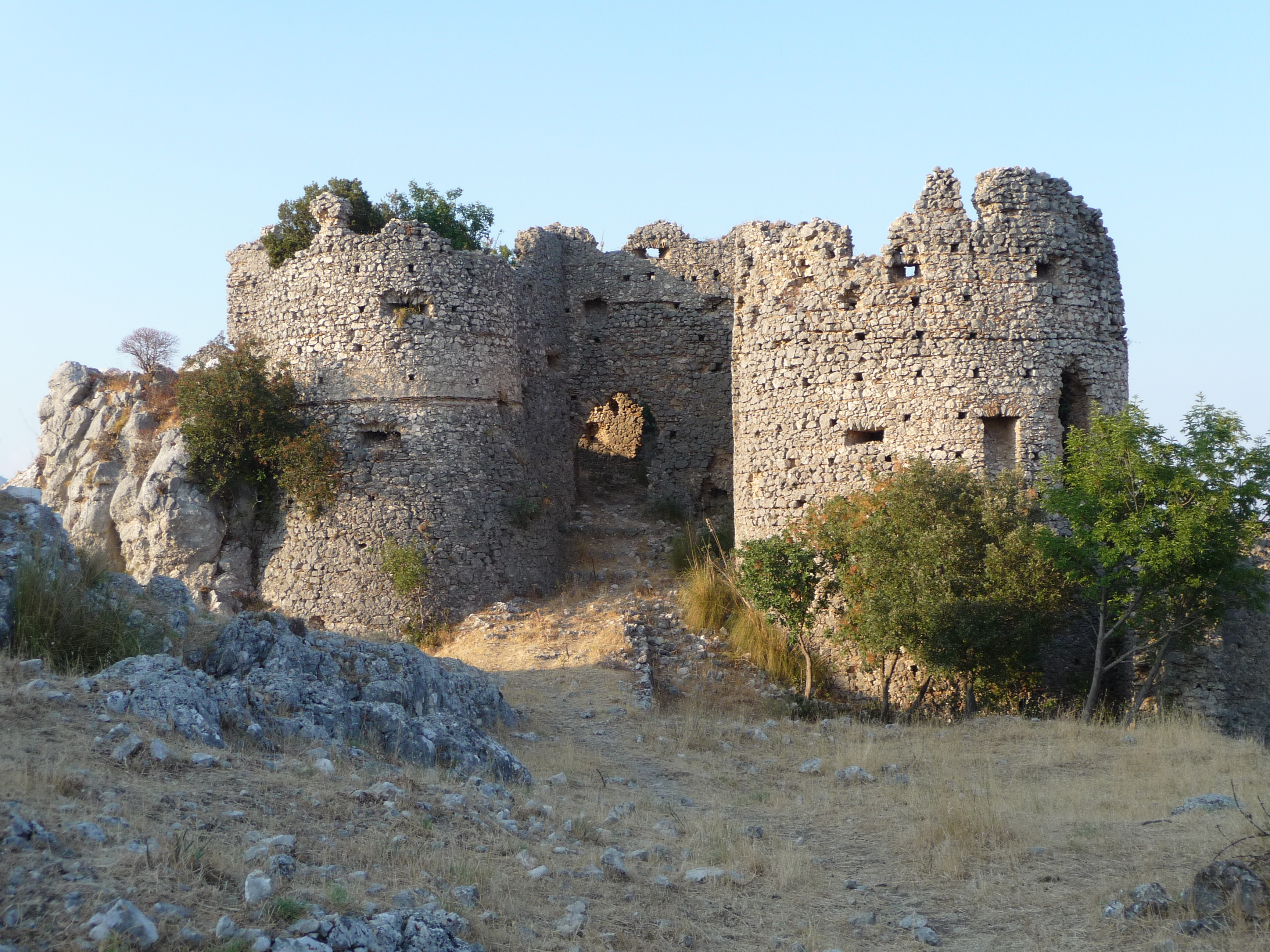
Castello Normanno
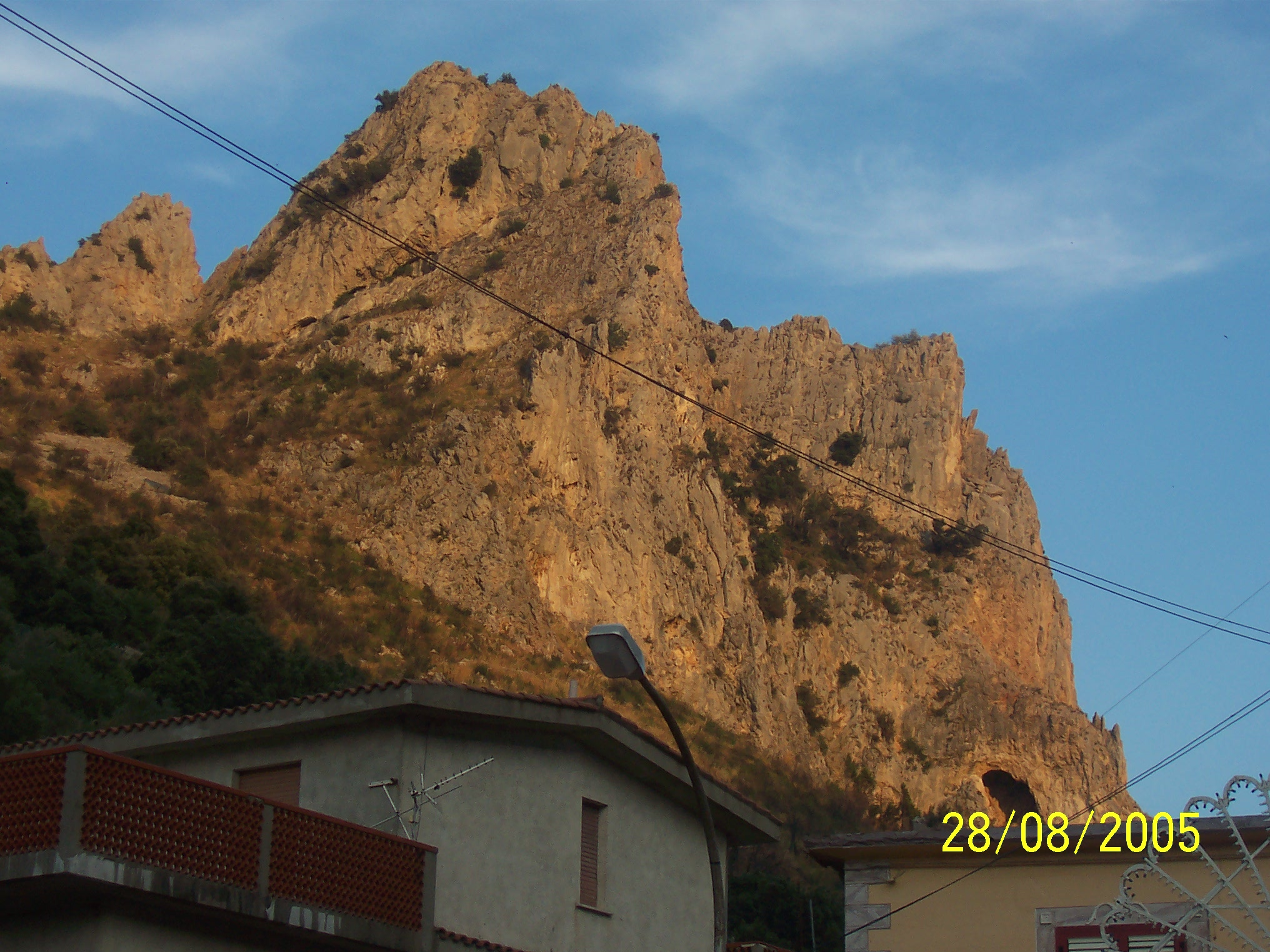
Monte Consolino von der Rückseite bei Pazzano
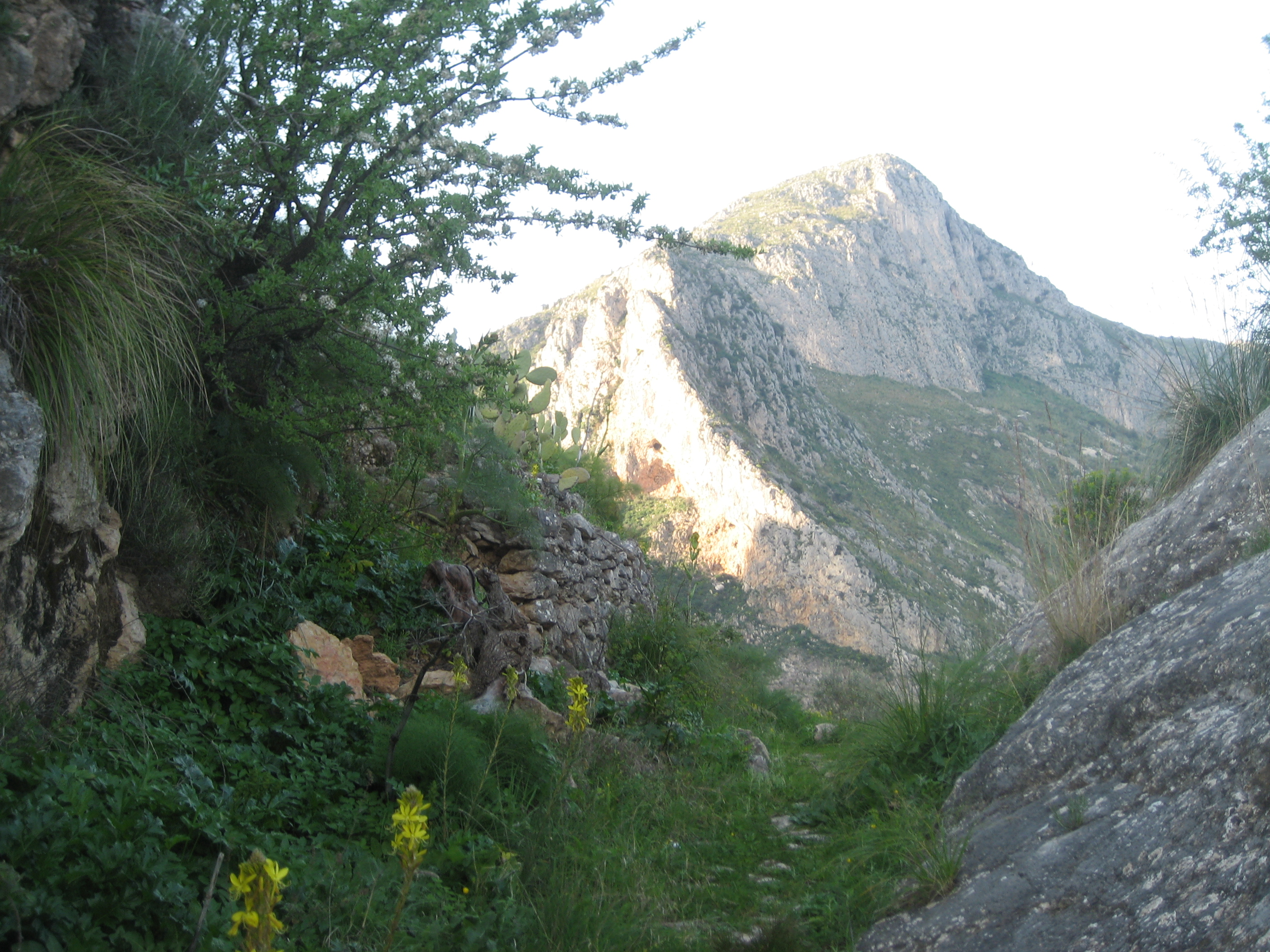
Monte Consolino (ripreso da sentiero basiliano - Pazzano)
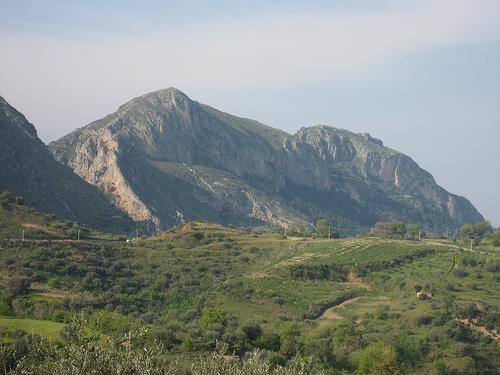
Monte Consolino (von Cuturi-Pazzano aus fotografiert)
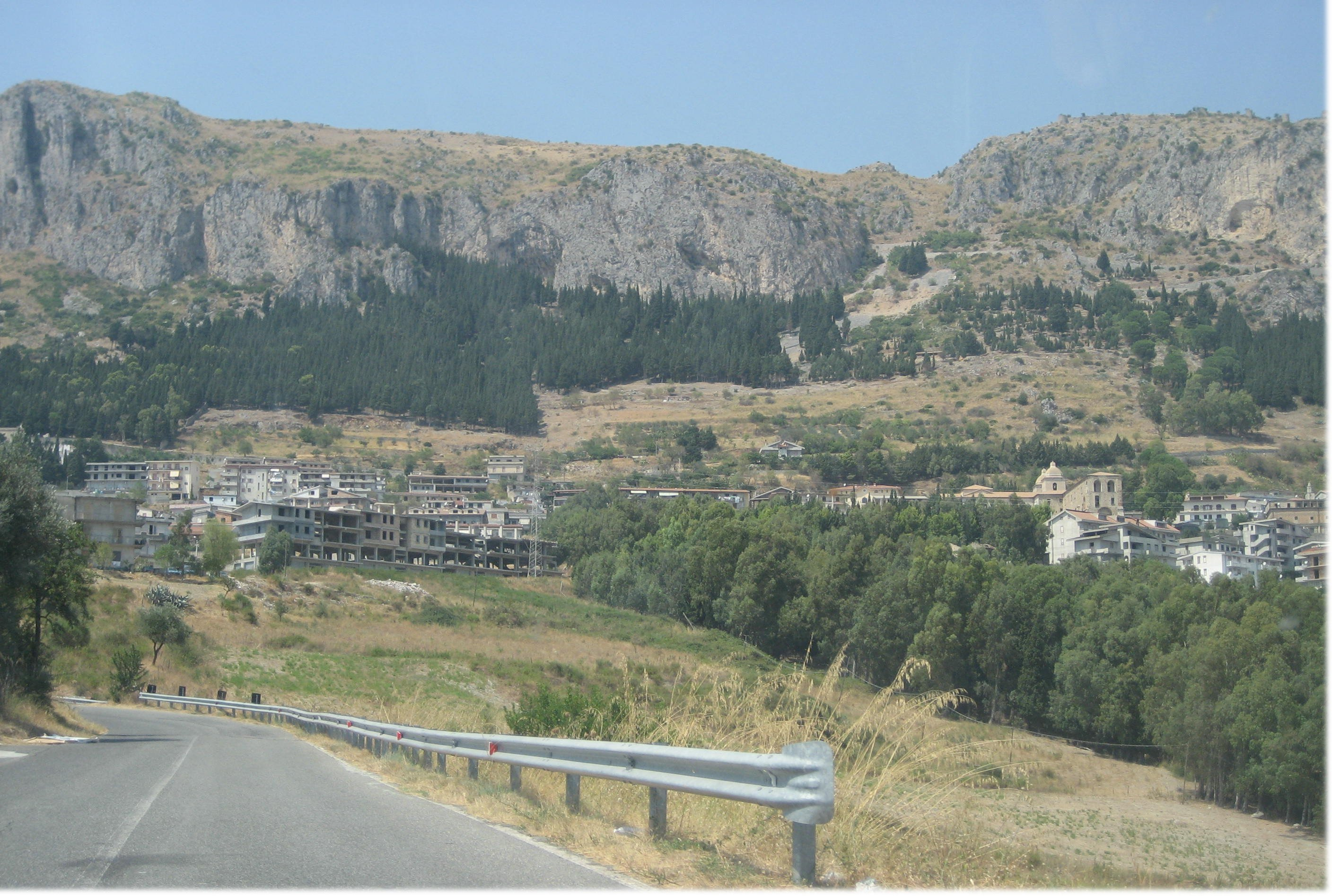
Monte Consolino e Stilo con alle Spalle il mar Ionio (Sp 9)
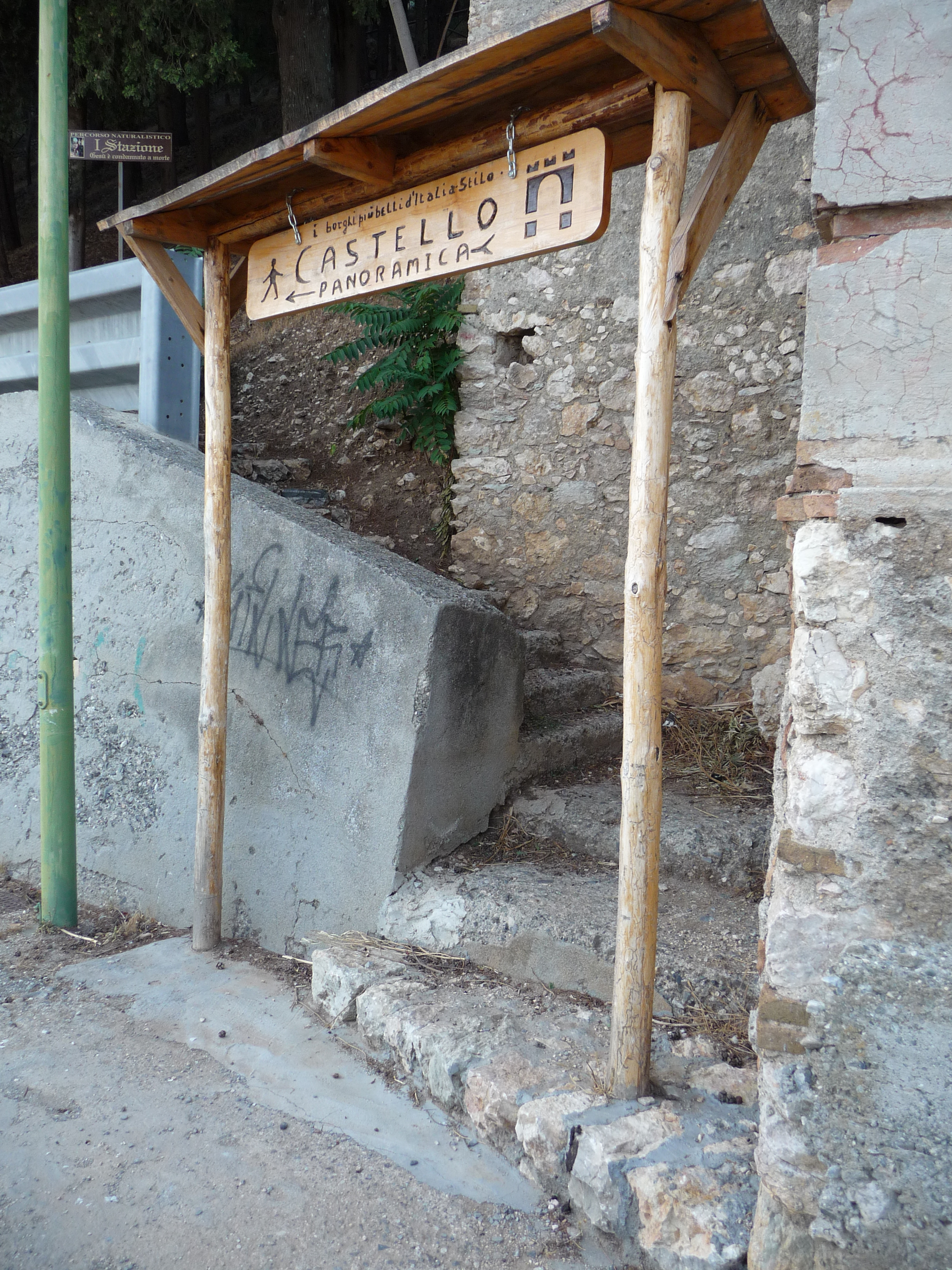
Einstieg zum Pfad zum Castello Normanno